# Zuiddorpe
Zuiddorpe (Zeeuws: Zuuddurpe/Sidurpe) is een dorp (910 inwoners in 2023) bij Axel in de gemeente Terneuzen, in de Nederlandse provincie Zeeland. Het dorp bevindt zich in de regio Zeeuws-Vlaanderen. Vanwege haar zuidelijke ligging ten opzichte van de stad Axel heet Zuiddorpe zoals het heet, zoals Westdorpe genoemd is naar haar westelijke positie ten opzichte van Axel.

## Geschiedenis
Zuiddorpe is sinds 1236 bekend als parochie. Het dorp werd toen De Moeren genoemd naar het veengebied ten noorden van het dorp. Aan de noordoostzijde lag het kasteel Hof Ter Moere.
Vanaf 1406 was de naam Zuiddorpe bekend uit de bronnen. Daarvoor heette het mogelijk Moere of Nieuwerkerke. Het dorp lag op een zandrug en had daardoor weinig last van de overstromingen die het grootste deel van Zeeuws-Vlaanderen teisterden. Ten noorden van het dorp lagen een veengebied (of "moer") en de Axelse Kreek, waardoor het vanuit Axel slecht bereikbaar was. Hierdoor bleef het dorp tijdens de Nederlandse Opstand lange tijd in Spaanse handen, tot het in 1646 door het Staatse leger veroverd werd.

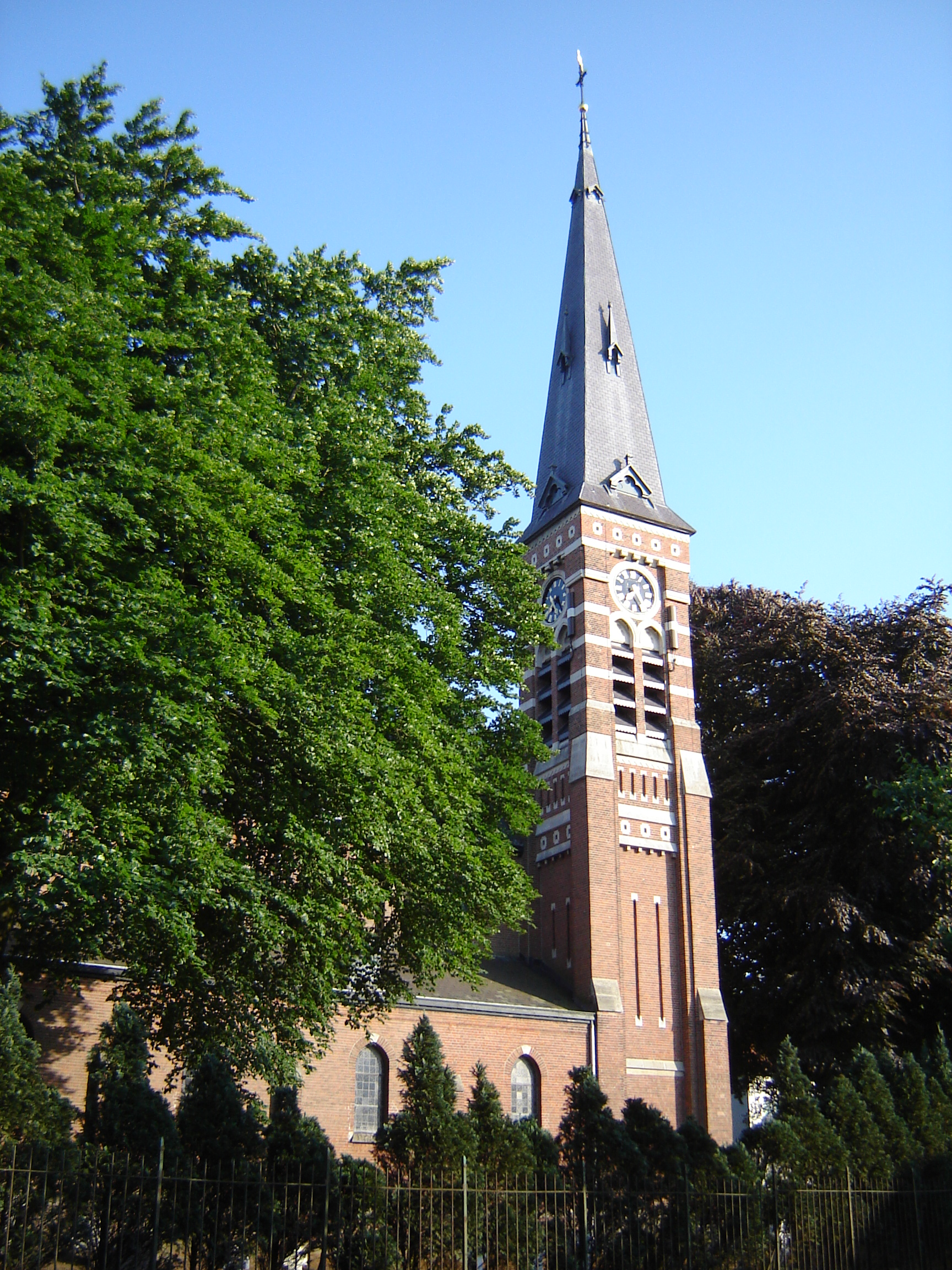
Maria Hemelvaartkerk

Inmiddels had de Contrareformatie haar werk gedaan en het dorp bleef grotendeels Rooms-katholiek, in tegenstelling tot de streek ten noorden van Zuiddorpe. Pas vanaf 1788 had Zuiddorpe weer een eigen (schuil)kerk. Tot die tijd kerkten de meeste Zuiddorpenaars over de grens in Overslag en Wachtebeke. Het huidige kerkgebouw dateert van 1865 en staat aan de met linden omzoomde dorpsstraat.
Tot 1 april 1970 was Zuiddorpe een zelfstandige gemeente. Daarna ging het dorp op in de gemeente Axel. Sinds 1 januari 2003 is Zuiddorpe onderdeel van de gemeente Terneuzen.

## Bezienswaardigheden
- De Onze-Lieve-Vrouw-ten-Hemelopnemingskerk is een neogotisch kerkgebouw van 1885. Bij de kerk behoort ook een processiepark.

## Natuur en landschap
Zuiddorpe ligt in een zeekleipoldergebied, op de overgang naar het pleistoceen. De hoogte bedraagt ongeveer 1,5 meter. De Zuiddorpepolders zijn in de 17e eeuw ingedijkt, bevatten enkele bospercelen, enkele wielen zoals de Ratteput, een deel van de Sint-Elooiskreek, en de Moerspuische Watergang met het Fort Moerspui.

## Evenementen
Het Zeeuws-Vlaamse dorp heeft jaarlijks in augustus een boekweitfeest, een gewas dat hier vroeger veel verbouwd werd. Tevens organiseerde de plaatselijke carnavalsvereniging De Pott'nstampers hun jaarlijks terugkerende 'AfterSun Party' als afsluiting van de zomer. Dit feest vond altijd in het tweede weekend van september plaats en trok honderden bezoekers aan. Verder kent Zuiddorpe een actief verenigingsleven. 

## Geboren in Zuiddorpe
- Marie-Cécile Moerdijk (24 mei 1929), zangeres en schrijfster
- Carlos Moerdijk (13 maart 1945), klassiek pianist

## Nabijgelegen kernen
Westdorpe, Overslag, Koewacht, Axel, Kruisstraat